# Ulla De Geer
Ulrika "Ulla" Sofia De Geer, född Sprengtporten den 20 augusti 1793 på Sparreholms slott i Hyltinge socken, död den 22 september 1869 i Stockholm, var en svensk grevinna och politiskt aktiv salongsvärd. Hon gifte sig 1810 med politikern friherre (från 1818 greve) Carl De Geer och ansågs ha haft inflytande över hans politik. Hon var en av Stockholmssocietetens centralgestalter under 1820-1850-talen.

## Biografi
Ulla De Geer var dotter till Johan Vilhelm Sprengtporten och grevinnan Sophia Lovisa Mörner af Morlanda och syster till Jakob Wilhelm Sprengtporten. Hon övertalades 1810 av sin mor till ett resonemangsparti med De Geer trots att hon var förälskad i Carl Fredrik Reinhold von Essen, något som förorsakade en långvarig depression och var uppmärksammat av samtiden. Efter von Essens död 1820 ska hon öppet ha klätt sig i sorgdräkt.
Ulla De Geer tillhörde centralgestalterna i Stockholmssocieteten. Louis De Geer beskrev henne: 
"ett livligt och kvickt fruntimmer, som till och med ibland kunde vara litet skarp, ehuru hon hade ett mycket gott hjärta", och "Hon var ganska korpulent men frisk och sade sig endast hava två sjukdomar, den ena var 'hänsjuka' eller längtan från Stockholm och den andra 'ditsjuka' eller längtan till hennes favoritställe Kulla-Gunnarstorp, där hon kände sig som en ny människa och gjorde långa promenader, under det hon i Stockholm ytterst sällan gick över golvet." 
Ulla De Geers mottagningar var kända som centra för politiska diskussioner och hon ansågs vara en politisk maktfaktor i det dåtida Stockholm. Hon sågs som ansvarig för makens närmande till oppositionen 1840. Carl Gustaf von Brinkman var en känd gäst i hennes salong. Hennes främsta konkurrent var Claire Lucie Mouradgea d'Ohsson, gift med Nils Gustaf Palin, vars salong vid Gustav Adolfs torg "mycket frekventerad, särskilt av diplomater", men De Geer beskrevs som sin tids främsta societetsvärdinna och var genom sina sociala nätverk en mäktig och tongivande person.
F. U. Wrangel beskrev henne som:
"den enda, som inom Stockholms societet upprätthöll traditionen med mottagningar varje kväll. Hos hennes samlades gräddan av den högsta societeten, där rådde samma förfinade umgängeston och förbindliga sätt, som i dess förebild, Faubourg Saint-Germain i Paris... hon var enligt min mening Sveriges sista grande dame i ordets fullaste bemärkelse".
Under andra hälften av 1800-talet upphörde visitsystemet i Sverige, det vill säga den sedvänja där överklassens kvinnor avlade rituella besök hos varandra enligt ett bestämt schema där var och en hade sina bestämda mottagningsdagar där varje person inom societetskretsen väntades avlägga ett formellt besök på varje kvinnas egen visitdag, personligen eller i nödfall genom visitkort. Mängden gäster innebar kunskap och kontakter som kunde användas för social manipulation, och en kvinna kunde på detta sätt skaffa sig en informell maktposition.
Som änka 1861 upphörde hon med sina mottagningar för andra än familjekretsen, men tog fortfarande emot på ett ceremoniellt sätt, där gästen tvingades gå igenom tre salonger i fil för att nå fram till henne, där hon satt på en stol uppassad av sin engelska lektris miss Carus.
Ulla De Geer efterträddes av sin konkurrent Palins svärdotter Aurore Palin, som övertog sin avlidna svärmors roll att sammanföra utländska diplomater med den inhemska societeten.